# 당신이 죽였다
《당신이 죽였다》(영어: As You Stood By)는 넷플릭스에서 2025년 공개 예정인 대한민국의 범죄, 미스터리, 스릴러 드라마이다.